# SN 2007aq
SN 2007aq – supernowa typu II-P odkryta 13 marca 2007 roku w galaktyce IC2409. W momencie odkrycia miała maksymalną jasność 18,00m.